# ستانگشچه ویلکیه
ستانگشچه ویلکیه (به لهستانی:  Staniszcze Wielkie) یک منطقهٔ مسکونی در لهستان است که در گمینا کولونووسکیه واقع شده‌است. ستانگشچه ویلکیه ۱٬۱۶۹ نفر جمعیت دارد.